# 데포르티보 알라베스

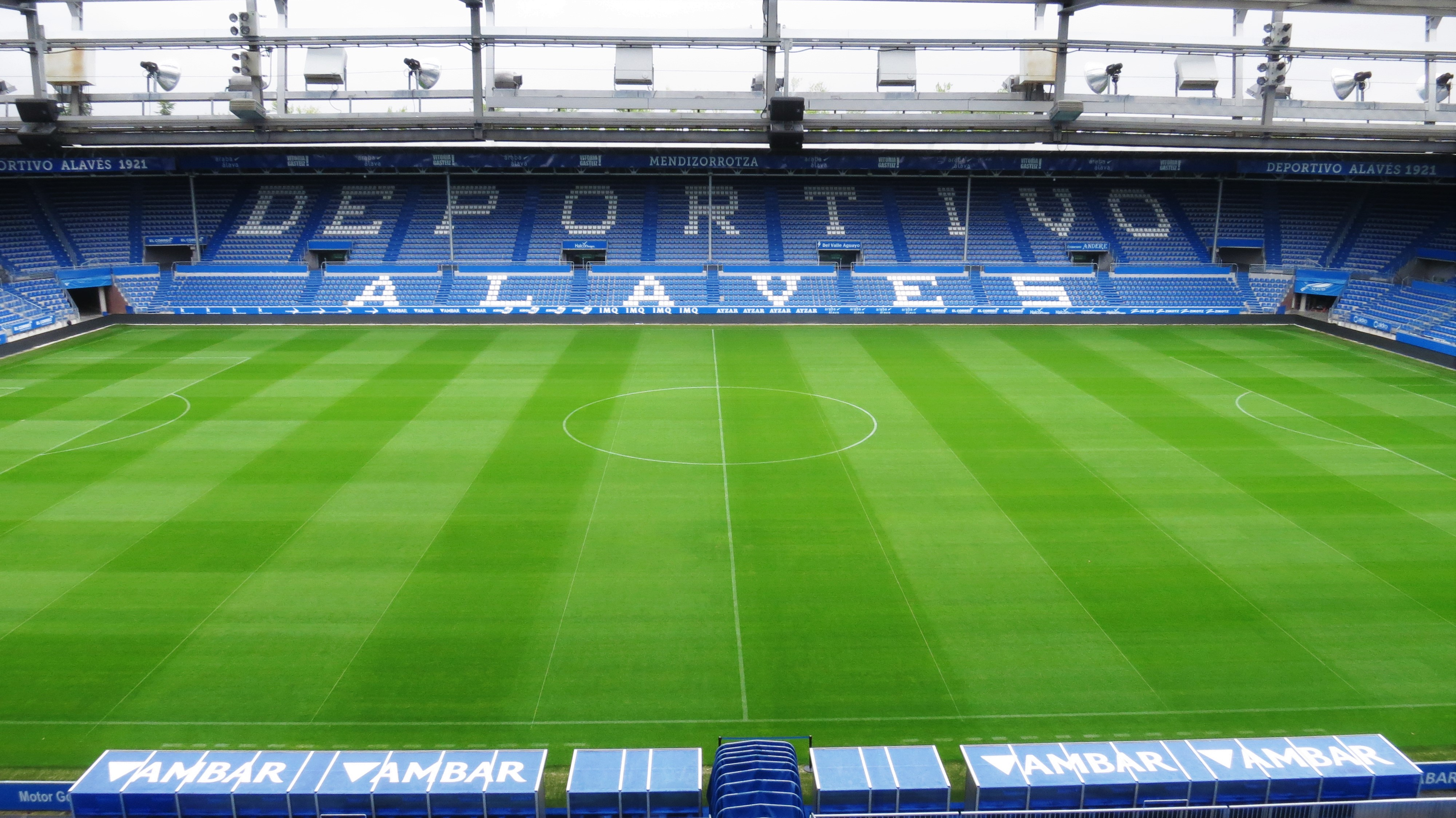

데포르티보 알라베스(스페인어: Deportivo Alavés), 약칭 알라베스(스페인어: Alavés)는 스페인의 축구 클럽으로 바스크 지방의 비토리아를 연고지로 한다. 2016년에 프리메라리가로 승격해 9위로 시즌을 마쳤고 2016-17 시즌 코파 델 레이에서는 준우승이라는 값진 성과를 거두었다.

## 선수 명단

### 현재 선수 명단
2024년 9월 2일 기준
참고: FIFA 자격 규정에 따라 소속된 국가대표팀 국기를 표시합니다. 선수는 복수의 FIFA 비회원국 국적을 가지고 있을 수 있습니다.
| 번호 | 포지션 | 국적      | 이름                             |
| ---- | ------ | --------- | -------------------------------- |
| 1    | GK     |           | 안토니오 시베라 (주장)           |
| 3    | DF     |           | 마누 산체스 (셀타 비고에서 임대) |
| 4    | DF     | 세르비아  | 알렉산다르 세들라르              |
| 5    | DF     | 모로코    | 압델 압카르                      |
| 6    | MF     |           | 안데르 게바라 (부주장)           |
| 7    | MF     |           | 카를로스 비센테                  |
| 8    | MF     |           | 안토니오 블랑코                  |
| 9    | FW     |           | 아시에르 비얄리브레              |
| 10   | MF     |           | 토마스 코네치니                  |
| 11   | FW     |           | 토니 마르티네스                  |
| 12   | DF     | 우루과이  | 산티아고 무리뇨                  |
| 13   | GK     | 적도 기니 | 헤수스 우오노                    |

| 번호 | 포지션 | 국적     | 이름                                           |
| ---- | ------ | -------- | ---------------------------------------------- |
| 14   | DF     |          | 나우엘 테나글리아                              |
| 15   | FW     |          | 카를로스 마르틴 (아틀레티코 마드리드에서 임대) |
| 16   | DF     |          | 우고 노보아                                    |
| 17   | FW     |          | 키케 가르시아                                  |
| 18   | MF     |          | 혼 구리디                                      |
| 19   | FW     |          | 스토이치코프                                   |
| 20   | FW     |          | 루카 로메로 (AC 밀란에서 임대)                 |
| 21   | FW     | 알제리   | 압데 레바슈                                    |
| 22   | DF     | 말리     | 무사 디아라                                    |
| 23   | MF     | 우루과이 | 카를로스 베나비데스                            |
| 24   | MF     |          | 주안 호르단 (세비야에서 임대)                  |
| 31   | GK     |          | 아드리안 로드리게스                            |

### 임대 선수 명단
참고: FIFA 자격 규정에 따라 소속된 국가대표팀 국기를 표시합니다. 선수는 복수의 FIFA 비회원국 국적을 가지고 있을 수 있습니다.
| 번호 | 포지션 | 국적     | 이름                                     |
| ---- | ------ | -------- | ---------------------------------------- |
| —    | DF     |          | 호세다 알바레스 (세스타오 리베르로 임대) |
| —    | DF     | 세르비아 | 니콜라 마라슈 (스포르팅 히혼으로 임대)   |
| —    | DF     | 카메룬   | 스테판 켈레르 (이스트라 1961로 임대)     |
| —    | DF     |          | 빅토르 파라다 (미란데스로 임대)          |

| 번호 | 포지션 | 국적 | 이름                                       |
| ---- | ------ | ---- | ------------------------------------------ |
| —    | MF     |      | 셀루 디알로 (아틀레티코 마드리드 B로 임대) |
| —    | MF     |      | 우나이 로페로 (엘덴세로 임대)              |
| —    | FW     |      | 호아킨 파니첼리 (미란데스로 임대)          |
| —    | FW     |      | 마로안 사나디 (바라칼도로 임대)            |

## 역대 감독
| 감독                   | 임기      |
| ---------------------- | --------- |
| 아마데오 가르시아      | 1926~1927 |
| 아마데오 가르시아      | 1932~1939 |
| 푸슈카시 페렌츠        | 1968~1969 |
| 이그나시오 에이사기레  | 1974~1975 |
| 하비에르 페레이라      | 2009~2010 |
| 루이스 데라 푸엔테     | 2011      |
| 호세 보르달라스        | 2015~2016 |
| 마우리시오 펠레그리노  | 2016~2017 |
| 잔니 데 비아시         | 2017      |
| 루이스 수벨디아        | 2017      |
| 아벨라르도             | 2017~2019 |
| 파블로 마친            | 2020~2021 |
| 아벨라르도             | 2021      |
| 하비에르 카예하        | 2021      |
| 호세 루이스 멘딜리바르 | 2021~2022 |
| 훌리오 벨라스케스      | 2022      |
| 루이스 가르시아 플라사 | 2022~2024 |
| 에두아르도 쿠뎃        | 2024 ~    |

## 주요 성적

### 자국 대회
- 코파 델 레이
  - 준우승 (1): 2016-2017

### 국제 대회
- UEFA컵/유로파리그
  - 준우승 (1): 2000-2001